# Alcatel One Touch 501
One Touch 501 je dvoupásmový (dual-band [ˈdjuːəl bænd]) mobilní telefon střední třídy od francouzské společnosti Alcatel. Má výrazně podobné sourozence OT 500 a OT 502; jeho přímým předchůdcem byl model One Touch 300. Ve světě se objevil roku 1999, na český trh pak doputoval na přelomu let 2000/2001.

## Vlastnosti
Podporuje standardy GSM a WAP (ne však GPRS). S hmotností 103 g patřil mezi nejlehčí přístroje své třídy; v nabídce byl ve čtveřici barevných provedení čelního panelu. Baterie umožňuje až 4,5 hodiny hovoru a cca 220 hodin v pohotovostním režimu (uváděná výdrž NiMH; v Česku se prodával s Li-Pol baterií). 
Monochromatický, podsvícený maticový (dot-matrix) displej zvládá zobrazit maximálně 8 řádků textu, klávesnice je doplněna pětisměrným navigačním tlačítkem (tzv. joystick DriveKey), podmiňující vstup do hlavního menu. Vnitřní paměť pojme až 500 záznamů telefonního seznamu. Aparát má integrované vibrační vyzvánění, vestavěné handsfree, hlasové vytáčení, nechybí ani hlasový záznamník. Vyzbrojen modulem pro synchronizaci s PC, záznamy a schůzky v telefonu lze sladit s aplikacemi MS Outlook, Lotus Notes i Lotus Organiser.